# Маточник австрійський

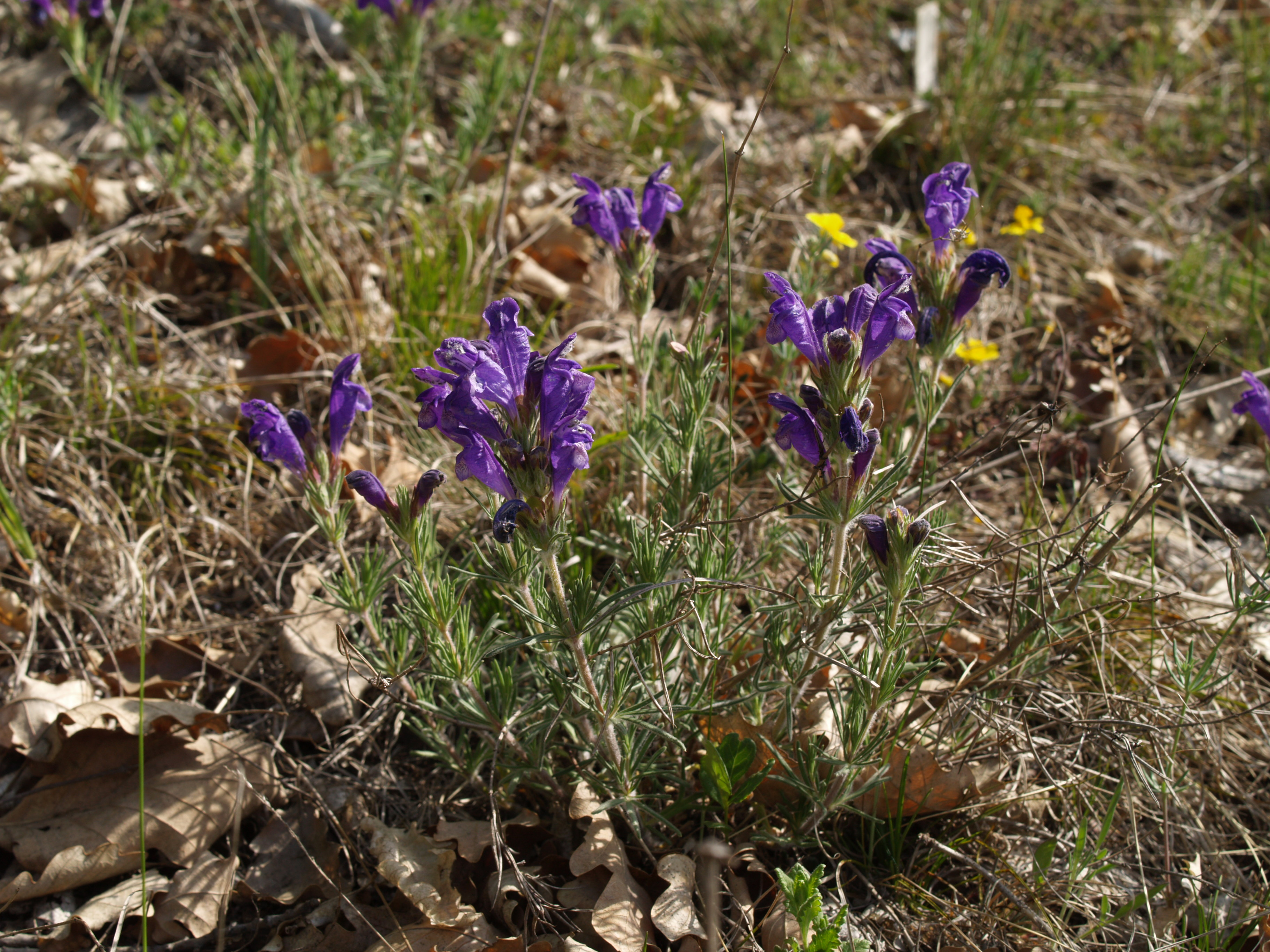
Маточник австрійський в заповіднику Кода, Чехія

Ма́точник австрі́йський (Dracocephalum austriacum L.) — рослина з роду змієголовник (Dracocephalum) родини глухокропивових (Lamiaceae).

## Етимологія
Наукова назва роду походить від грецьких слів, які в перекладі означають «дракон» і «голова». Назва дана за своєрідний вигляд порівняно великих двогубих квіток, які справді чимось нагадують голову змія з розкритою пащею.

## Опис
Багаторічна рослина.

## Поширення
Росте на вапнякових скелях, подекуди на крейді серед чагарників та на узліссях. Зрідка трапляється в західному та правобережному лісостепу. В Україні відомо лише шість місцезнаходжень цього виду. Це реліктовий третинний вид з дуже розсіяним ареалом.

## Охорона
Стан більшості природних популяцій виду в межах ареалу залишається неясним. Саме тому він, згідно Червоного списку МСОП, отримав охоронний статус «брак даних про вид». Але в окремих регіонах спостерігається тенденція до зниження чисельності популяції виду, що потребує запровадження охоронних заходів. Тому, маточник австрійський занесений до Резолюції 6 Бернської конвенції (охоронна категорія: вид потребує спеціальних заходів збереження його оселищ) та до Директиви Європейського Союзу 92/43/ЄС «Про збереження природних оселищ та видів природної фауни і флори» (Додаток II. Види рослин і тварин, що становлять особливий інтерес для Європейського Союзу, збереження яких потребує створення територій особливої охорони).

## Практичне значення
Заслуговує широкого введення в культуру, як декоративна рослина, тим більше, що дуже легко культивується, потребуючи лише вапнування ґрунту.
Дуже гарні фіолетові квітки приваблюють усякого, хто їх побачить, і тому їх посилено зривають на букети.